# Čestný odznak Za zásluhy o spolkovou zemi Dolní Rakousko
Čestný odznak Za zásluhy o spolkovou zemi Dolní Rakousko je druhým nejvýznamnějším vyznamenáním udělovaným spolkovou zemí Dolní Rakousko. Udělení čestného odznaku přísluší Dolnorakouskému zemskému sněmu, o udělení musí zemský hejtman jménem zemské vlády vydat osvědčení. Za předání příslušného čestného odznaku v rámci ceremonie odpovídá zpravidla zemský hejtman.